# Ruzzo Reti
La Ruzzo Reti gestisce il servizio idrico integrato (acquedotto, depurazione e fognatura) per 39 dei 40 comuni che fanno parte dell'ente d'ambito teramano, a esclusione dei comuni di Arsita, Atri, Bisenti, Castiglione Messer Raimondo, Castilenti, Fano Adriano, Montefino e Silvi.

## Descrizione
La Ruzzo Reti amministra un patrimonio acquedottistico che ha più di cento anni di storia e porta il nome delle sorgenti del Ruzzo.
La società è nata nel giugno 2003 in seguito all'entrata in vigore della legge 448 del 2001. Gli enti locali partecipanti al Consorzio ACAR scissero l'azienda consorziale Acquedotto del Ruzzo in due società di capitali distinte: la Ruzzo Reti Spa, proprietaria e amministratrice di tutto il patrimonio, e la Ruzzo Servizi Spa, gestore del servizio idrico.
Nel maggio 2008 la Ruzzo Reti ha incorporato la Ruzzo Servizi e nel marzo 2010 anche la controllata Servizi Pubblici Teramani Spa (STP).
Con quest'ultima fusione, le attività di depurazione delle acque e fognatura sono passate sotto il controllo della Ruzzo Reti, che è diventato il gestore unico del servizio idrico integrato nella provincia di Teramo.

## Attività
Acquedotto e distribuzione
- 119 sorgenti, comprese le piccole
- 386 serbatoi
- 1 200 fontanili, lavatoi e beverini
- 712 adduttrici per uno sviluppo complessivo di circa 1000 km
- 618 reti di distribuzione per uno sviluppo complessivo di circa 2110 km
- 19 impianti di sollevamento
- 1 200-1 500 L/s di acqua captata

Fognatura e depurazione
- 493 reti fognarie, per uno sviluppo complessivo di circa 900 km di condotte fognarie
- 617 km di collettori
- 286 stazioni di sollevamento
- 86 impianti di depurazione (depuratori)
- 480 fosse Imhoff

## Acquedotti
Sono 6 gli acquedotti gestiti da Ruzzo Reti più alcuni acquedotti locali di minore importanza:
- acquedotto Guardiaboschi;
- acquedotto Malbove;
- acquedotto Mercurio-Orso;
- acquedotto Ruzzo;
- acquedotto Sportelle-Calcara;
- acquedotto potabilizzatore Vomano.